# Hercules Mulligan
Hercules Mulligan (Coleraine, 25 maggio 1740 – New York, 4 marzo 1825) è stato un rivoluzionario irlandese naturalizzato statunitense, che ha svolto l'attività di spia infiltrata nell'esercito britannico a favore della Rivoluzione Americana.

## Biografia

### I primi anni
Nato nel 1740 a Coleraine, un paese del nord dell'Irlanda (oggi territorio dell'Irlanda del Nord), Hercules Mulligan emigra con la sua famiglia nel 1746 verso i territori britannici in Nord America, stabilendosi a New York nel 1746 dove studierà nel King's College (oggi Columbia University). Finiti gli studi, lavora come commesso per suo padre; posteriormente apre la sua attività di merceria. Il 27 ottobre del 1773, Mulligan si sposa con Elizabeth Suanders, nipote dell'Ammiraglio della Royal Navy Charles Suanders.  Da questo matrimonio nasceranno otto figli: cinque femmine e tre maschi.
Mulligan conoscerà Alexander Hamilton poco dopo l'arrivo di quest'ultimo a New York, aiutandolo a iscriversi all'Università di Princeton e presentandolo a William Livingston. Mulligan ha avuto un grande impatto nella vita di Hamilton, introducendolo ai gruppi e alle idee rivoluzionarie che, di li a poco, sarebbero scaturite nella Rivoluzione Americana.

### La Rivoluzione Americana
Nel 1765, Mulligan è stato uno dei primi coloni a entrare a far parte dei Sons of Liberty, una società segreta formata per proteggere i diritti dei coloni americani e per lottare contro i britannici. Nel 1770 prese parte in azioni di mobbing contro alcuni soldati inglesi nella battaglia di Golden Hill.  È stato un membro del Commitees of Correspondence di New York, un gruppo d'opposizione segreto americano responsabile di scrivere comunicati rivoluzionari. Nel 1775, insieme al gruppo armato rivoluzionario Hearts of Oak, prese parte in un'azione di milizia grazie alla quale i rivoluzionari americani riuscirono a sottrarre all'esercito britannico dei cannoni. Nel 1776, Mulligan e i Sons of Liberty distrussero una statua di Giorgio III per poi fonderla e produrre proiettili di piombo per la rivoluzione.
Nel 1776, Mulligan fu scelto da George Washington (su consiglio di Alexander Hamilton), come fonte affidabile di informazione interna all'esercito britannico e per compiere azioni di spionaggio e sabotaggio. Mulligan è stato un importante elemento attivo della rivoluzione americana in questo ruolo, riuscendo a salvare la vita allo stesso Washington in ben due occasioni.

### Dopo la guerra
Mulligan è stato investigato come possibile sospetto di lealtà alla Corona Britannica poco prima della fine della rivoluzione e posteriormente all'evacuazione da parte delle truppe britanniche della città di New York, fatto avvenuto prima dell'entrata in città delle truppe statunitensi guidate da George Washington. Queste accuse che non si sono mai rivelate certe.
Il 25 gennaio del 1785, Mulligan, Hamilton e John Jay fondarono la New York Manumission Society, un'organizzazione nata per promuovere le idee dell'abolizione della schiavitù in territorio americano.
Finita la Rivoluzione, l'attività commerciale di Mulligan prosperò, permettendogli di ritirarsi nel 1820 per poi morire cinque anni dopo, nel 1825, all'età di 84 anni.

## Le idee sulla schiavitù
Mulligan è stato, dopo la guerra d'indipendenza, un attivista abolizionista molto attivo, come si può evincere dalla fondazione della New York Manumission Society.
Cato, considerato come uno dei primi patrioti neri statunitensi, ha lavorato insieme a Mulligan come spia al servizio delle forze rivoluzionarie, tanto su barche come attraversando i confini controllati dalle truppe inglesi, potendoli attraversare senza essere controllato essendo schiavo.
Alcune lettere scritte da una delle figlie di Mulligan dimostrano come, in privato, il padre sostenesse fortemente che le minoranze che avevano servito la causa della rivoluzione dovevano ottenere più riconoscimento e più privilegi.

## Nella cultura popolare
- Nel musical di Broadway del 2015 Hamilton e nel suo adattamento a film Hamilton, Hercules Mulligan è interpretato dall'attore Okierete Onaodowan, anche interprete di James Madison. Mulligan appare nel primo atto come parte del gruppo di amici e rivoluzionari, composto da Alexander Hamilton, John Laurens e Gilbert du Motier de La Fayette.[12]